# Notiphila frontalis
Notiphila frontalis är en tvåvingeart som beskrevs av Daniel William Coquillett 1904. Notiphila frontalis ingår i släktet Notiphila och familjen vattenflugor. Inga underarter finns listade i Catalogue of Life.